# Château de Melgaço
Le château de Melgaço est un château médiéval situé à Melgaço, à la frontière nord du Portugal. Il est constitué du château en lui-même, du donjon (torre de Menagem) et des murailles (muralhas).
La forteresse médiévale de Melgaço fut le principal point stratégique militaire de l'Alto Minho au XIIe siècle. Contrairement aux autres châteaux de la région (Caminha, Valença et Monção), le château de Melgaço fut conçu pour protéger la population et, plus important, pour symboliser l'autorité de l'émergent Royaume du Portugal face à son hostile voisin galicien.